# Mulatu Astatke
Mulatu Astatke (Jimma, Etiòpia, 1943) és un músic compositor, percussionista, vibrafonista i teclista etíop reconegut per ser el pare del subgènere musical de jazz anomenat ethio-jazz que combina el jazz amb la música tradicional etíop, l'afro-funk, la música soul i els ritmes llatins.

## Biografia

### Joventut
Mulatu Astatke té ascendència cristiana amhara. La seva família va enviar el jove Mulatu a estudiar enginyeria a Gal·les a finals de la dècada del 1950. En comptes de seguir els estudis d'enginyeria va començar a estudiar música al Lindisfarne College prop de Wrekham (Gal·les) i posteriorment completà els estudis de música al Trinity College of Music a Londres (Anglaterra). Als anys 1960 Mulatu es va traslladar als Estats Units d'Amèrica per poder ingressar al Berklee College of Music. Hi estudià vibràfon i percussió.
Als Estats Units d'Amèrica, va entrar en contacte amb la música llatina i s'hi va interessar molt. De fet, els seus dos primers àlbums, Afro-Latin Soul (Volumes 1 and 2), foren gravats a Nova York. Ambdós àlbums van ser liderats per Mulatu i el seu vibràfon acompanyat per piano i percussió llatina. La majoria de cançons dels seus dos primers àlbums son instrumentals tret de "I Faram Gami I Faram" que també té veu en castellà.
A principis dels anys 1970, Mulatu va dur la seva nova sonoritat, batejada amb el nom de ethio-jazz, de tornada a casa. Va col·laborar amb molts músics etíops i estatunidencs. Mulatu va gravar Mulatu of Ethiopia (1972) a la ciutat de Nova York, però la major part de la seva música va ser publicada pel segell Amha Records d'Amha Eshete a Addis Abeba, Etiòpia, incloent-hi diversos senzills, així com el seu àlbum Yekatit Ethio Jazz (1974) i sis dels deu temes de l'àlbum recopilatori Ethiopian Modern Instrumentals Hits. A l'àlbum Yekatit Ethio Jazz va combinar la música tradicional etíop amb el jazz, el funk i el soul americà. El 1975, Amha Records havia cessat la producció després que la junta militar de Derg obligués el propietari del segell a fugir del país. Mulatu es va quedar a Etiòpia per tocar amb Hailu Mergia i la banda Walias Bands abans que també marxessin d'Etiòpia per fer una gira internacional. A la dècada de 1980, la música de Mulatu va ser oblidada en gran manera fora d'Etiòpia.

### Treballs recents
A principis de la dècada de 1990, molts col·leccionistes de discos van redescobrir la música de Mulatu Astatke i van copiar vinils de les seves cançons dels anys 1970. L'any 1998, el segell discogràfic parisenc Buda Musique va començar a reeditar molts dels àlbums d'ethio-jazz de l'època en discs compactes com a part de la sèrie Éthiopiques. La primera d'aquestes reedicions que es va dedicar a un sol músic va ser Éthiopiques Volum 4: Ethio Jazz & Musique Instrumentale, 1969–1974, dedicat a Mulatu Astatke. L'àlbum va portar la música de Mulatu a un públic internacional. El seu públic occidental va augmentar quan la pel·lícula Broken Flowers (2005), dirigida per Jim Jarmusch, va incloure set de les seves cançons.
Després de conèixer l'any 2004 a Addis Abeba la banda establerta a Massachusetts Either/Orchestra, Mulatu va començar una col·laboració amb la banda començant amb actuacions a Escandinàvia l'estiu de 2006 i Londres, Nova York, Alemanya, Holanda, Glastonbury (Regne Unit), Dublín i Toronto al 2008. A la tardor de 2008, va col·laborar amb el col·lectiu londinenc The Heliocentrics a l'àlbum Inspiration Information Vol. 3, que incloïa reelaboracions dels seus clàssics de ethio-jazz amb material nou dels Heliocentrics i ell mateix.
L'any 2008, va completar a la Universitat Harvard uns estudis becats on va treballar en la modernització dels instruments tradicionals etíops i va estrenar una part d'una nova òpera. També ha treballat a l'Institut Tecnològic de Massachusetts fent-hi conferències i tallers, a més a més ha fet tasques d'assessorament sobre la creació d'una versió moderna del krar, un instrument tradicional etíop. El 12 de maig de 2012, va rebre un doctorat honoris causa en música del Berklee College of Music. El 2015, Mulatu va començar a gravar amb Black Jesus Experience per a Cradle of Humanity, que es va estrenar al Festival de Jazz de Melbourne el 2016 i va ser seguida d'una gira per Austràlia i Nova Zelanda. Mulatu Astatke ha actuat arreu del món, també en ciutats dels Països Catalans, principalment Barcelona, en diverses ocasions, la darrera fou al febrer de 2023.

## Discografia

### En solitari
- Maskaram Setaba, 7" (Addis Ababa, 1966)
- Afro-Latin Soul, Volume (Worthy, 1966)
- Afro-Latin Soul, Volume 2 (Worthy, 1966)
- Mulatu of Ethiopia (Worthy, 1972)
- Yekatit Ethio-Jazz (Amha, 1974)
- Plays Ethio Jazz (Poljazz, 1989)
- Mulatu Astatke
- Assiyo Bellema
- Éthiopiques, Vol. 4: Ethio Jazz & Musique Instrumentale, 1969–1974 (Buda Musique, 1998)
- Mulatu Steps Ahead with the Either/Orchestra (Strut, 2010)
- Sketches of Ethiopia (Jazz Village, 2013)

### Col·laboracions
- Tche Belew with Hailu Mergia & The Walias Band (Kaifa, 1977)
- Inspiration Information with The Heliocentrics (2009)
- Cradle of Humanity with Black Jesus Experience (2016)
- To Know Without Knowing with Black Jesus Experience (2020)

### Recopilatoris
- Ethiopian Modern Instrumentals Hits (Amha, 1974)
- New York–Addis–London: The Story of Ethio Jazz 1965–1975
- The Rough Guide to the Music of Ethiopia (World Music Network, 2004)
- Broken Flowers (Decca, 2005)